# Hendrik IV Corsselaar

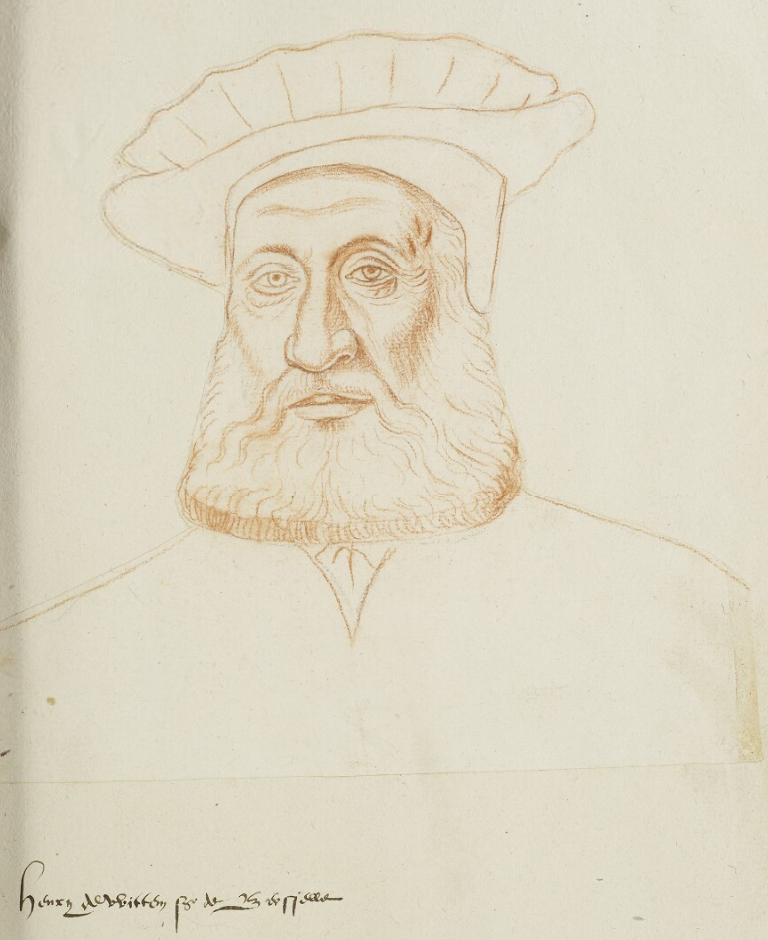
Hendrik IV Corsselaar

Familiewapen
Corsselaar van Wittem

Hendrik IV Corsselaar ook bekend als Hendrik IV Corsselaar van Wittem (? - 6 augustus 1554) was heer van Beersel en baron van Boutersem,  uit het Huis Corsselaar. Hij was een zoon van Pilips Corsselaar van Wittem en Johanna van Halewijn (1470-1521).
Hij werd heer van Beersel en baron van Boutersem.
Op 24 februari 1523 trouwde hij met Johanna van Lannoy, vrouwe van Zeebrugge, geboren in 1490. Zij was de dochter van Philips van Lannoy, heer van Sint-Renelde en Rollancourt, gouverneur van Doornik (1467-1535) en Bonne van Lannoy (1465-1543). Uit zijn huwelijk werd geboren:
- Maximiliaan Corsselaar van Wittem, graaf van Zeebrugge (-1558). Hij trouwde met Gilette van Halewijn, vrouwe van Boezinge, de dochter van Jacob van Halewijn, heer van Boezinge (-1514), en Anna van Ongnies.